# Râul Jidanul, Jiul de Vest
- A nu se confunda cu râul Jidanul (Bicaz) din bazinul hidrografic al râului Siret.

Râul Jidanul, Jiul de Vest, este un curs de apă, al patrulea afluent de dreapta (din douăzeci și trei) al râului Jiul de Vest.

## Generalități
Râul Jidanul, Jiul de Vest, izvorăște din Munții Vâlcan, se găsește integral în Județul Hunedoara, nu are afluenți semnificativi și nu trece prin nicio localitate, vărsându-se în emisarul său, râul Jiul de Vest.

## Harți
- Harta Munții Vâlcan Arhivat în 15 iunie 2011, la Wayback Machine.
- Harta Munții Retezat Arhivat în 10 iulie 2012, la Wayback Machine.
- Harta județului Hunedoara